# Human Condition
Human Condition är ett album av den amerikanska bluesrockgruppen Canned Heat från 1978 (inspelat 1977). Efter flera år med ständiga medlemsbyten och problem med skivkontrakt lyckades Canned Heat väcka skivbolaget Takoma Records intresse. Resultatet blev albumet Human Condition, det sista fullbordade album som sångaren Bob Hite medverkade på före sin död. Basist i Canned Heat vid denna tid var Bob Hites yngre bror Richard Hite. I gruppen ingick dessutom batteristen Adolfo de la Parra samt gitarristerna Mark Skyer och Chris Morgan. Den tidigare medlemmen Harvey Mandel spelade gitarr på låten "She's Looking Good" och The Chambers Brothers svarade för bakgrundssången på låtarna "Strut My Stuff", "Open Up Your Back Door" och "Wrapped Up".

## Låtlista
1. Strut My Stuff (Hite, Hite, de la Parra, Morgan, Skyer, Pink Anderson)
2. Hot Money (Jac Ttanna, Morgan, Skyer, Hite, Hite, de la Parra)
3. House of Blue Lights (Don Raye, Freddie Slack)
4. Just Got to Be There (Skyer, Rose Mandel, Norman Wagner)
5. Human Condition (Alan Wilson)
6. She's Looking Good (Hite, Hite, de la Parra, Morgan, Skyer)
7. Open Up Your Back Door (William C. Baker)
8. Wrapped Up (Hite, Hite, de la Parra, Morgan, Skyer)